# Bonnezeaux
47° 16′ 36,9″ N, 0° 29′ 04,9″ O
Le bonnezeaux est un vin blanc liquoreux d'appellation d'origine contrôlée produit en Maine-et-Loire sur la commune de Thouarcé, au bord du Layon. Cette appellation, enclavée au milieu des coteaux-du-layon, fait partie du vignoble de la vallée de la Loire.

## Histoire

### Moyen Âge

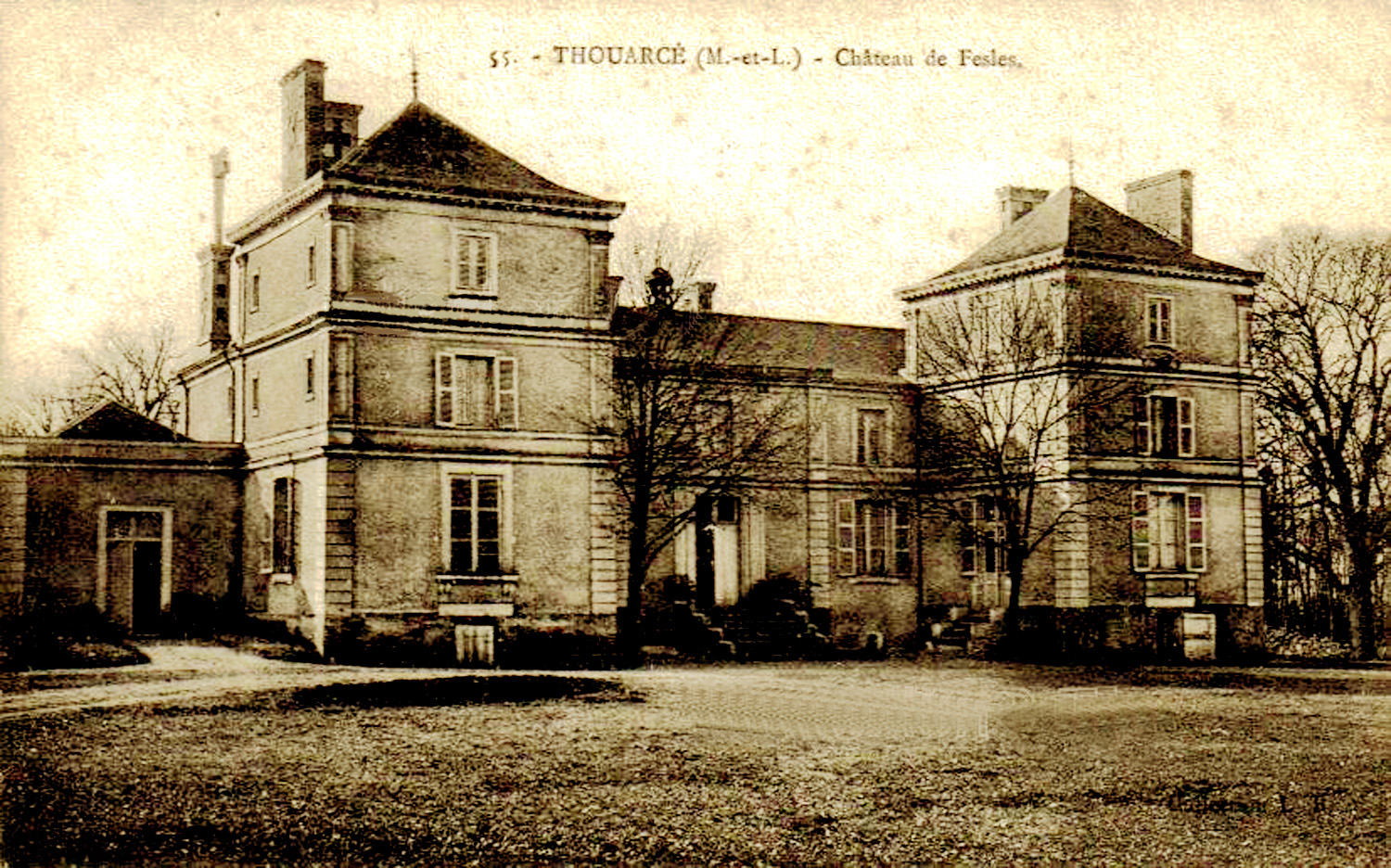
Château de Fesles.

Le cru de Bonnezeaux est cité en 1055 par les moines du Gué du Berge, dans un document conservé aux archives du château de Fesles.

### Période moderne

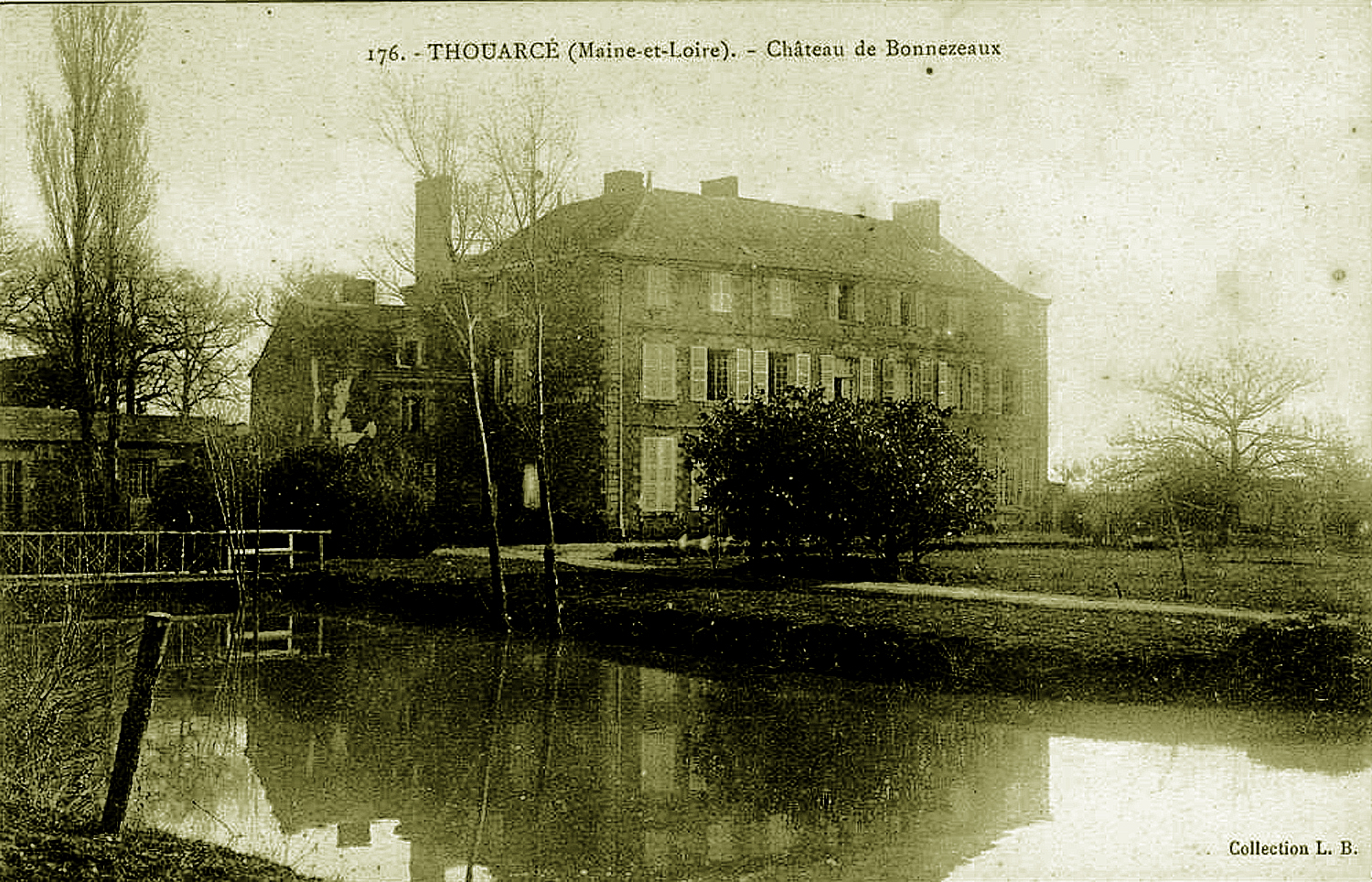
Château de Bonnezeaux.

## Étymologie
Le nom d'origine celte, ferait allusion à une source ferrugineuse aujourd'hui disparue.

## Situation géographique

### Géologie
Trois coteaux orientés plein sud, au-dessus du bourg de Thouarcé. Terrain schisteux, parsemé de sable gréseux et phtanites. Excellent développement de la pourriture noble et rendement légal plafonné à 25 hl/ha.

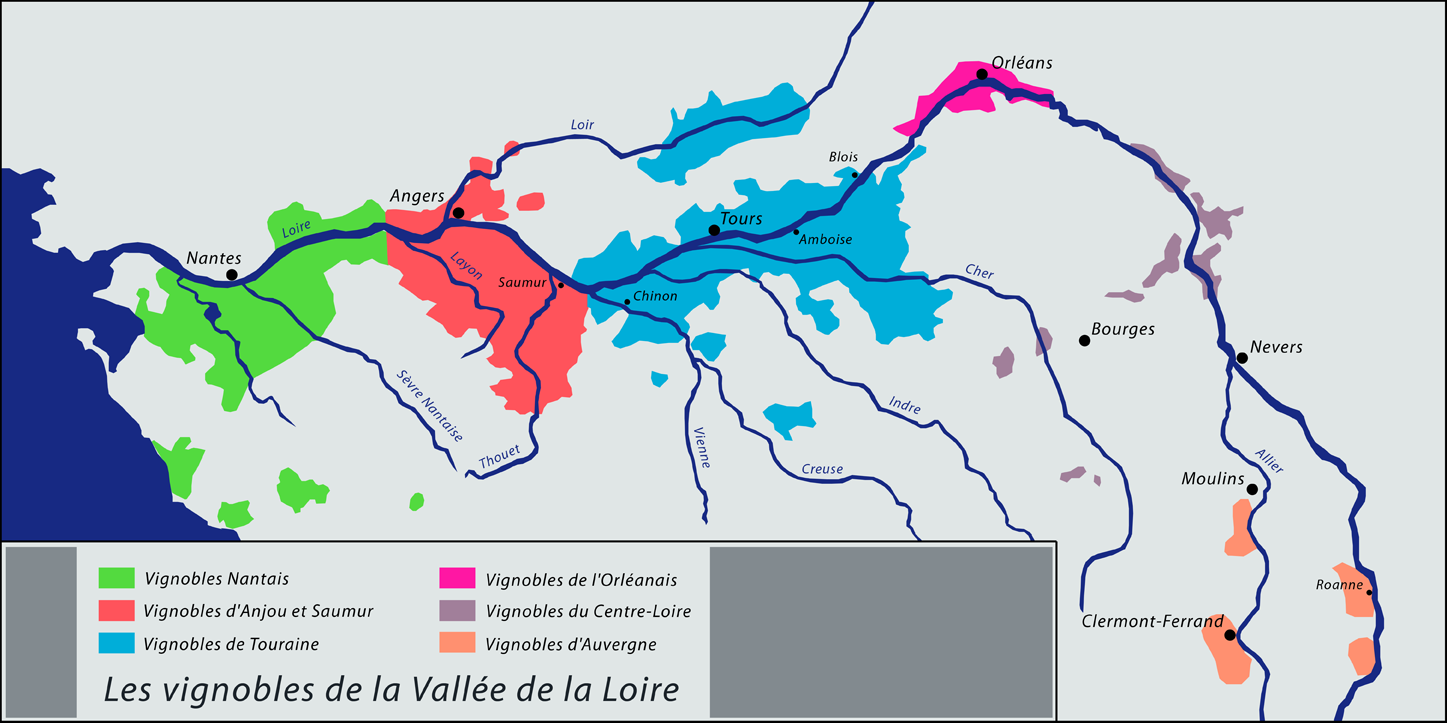
Vignobles de la vallée de la Loire.

### Climatologie

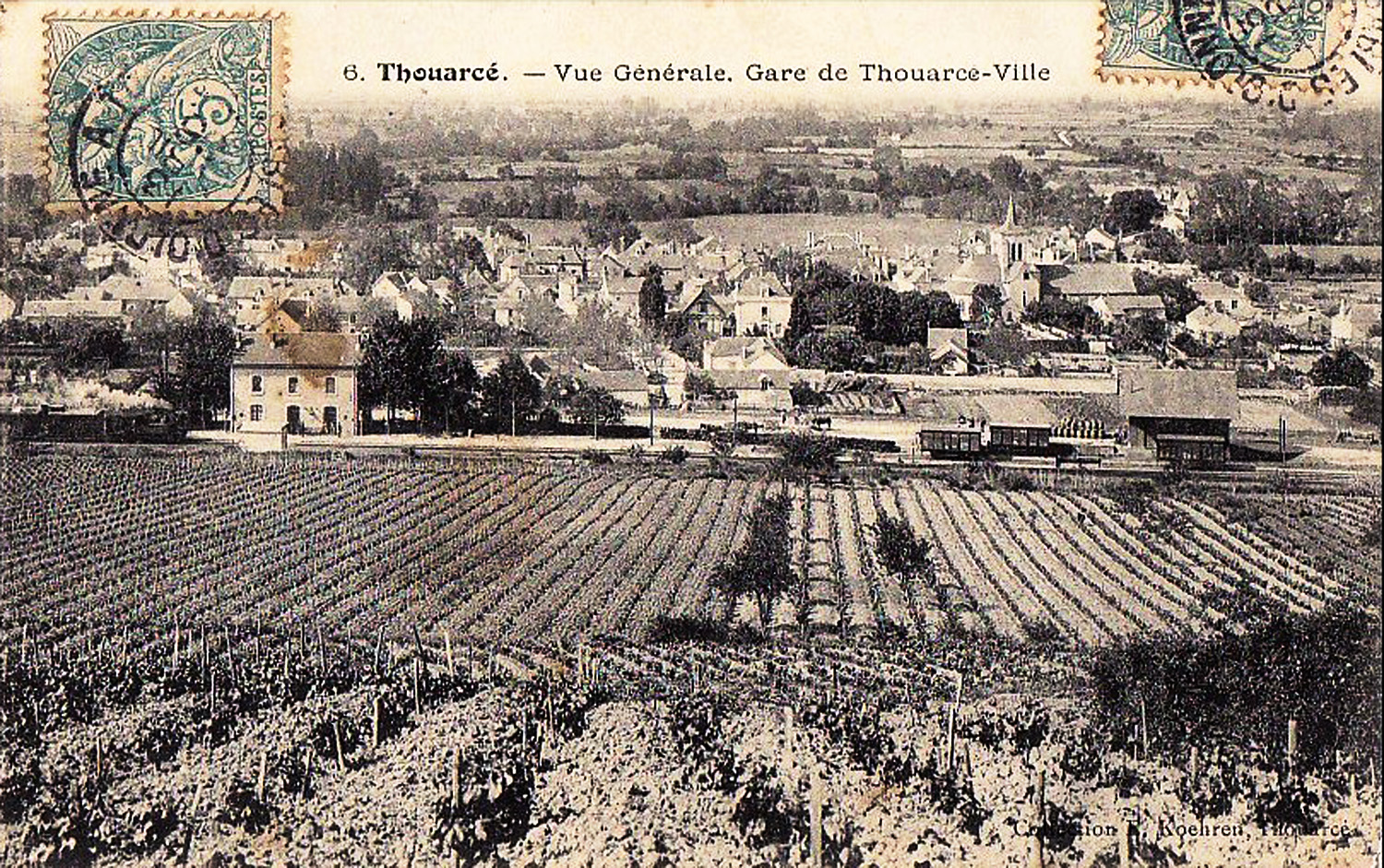
Coteau de Beauregard dominant le village de Thouarcé.

## Vignoble

### Présentation
Le vignoble a une superficie de 120 hectares dans la commune de Thouarcé (département de Maine-et-Loire) sur la rive droite du Layon.

### Encépagement
Le bonnezeaux est issu à 100 % du chenin et peut bénéficier de l'action du Botrytis cinerea.

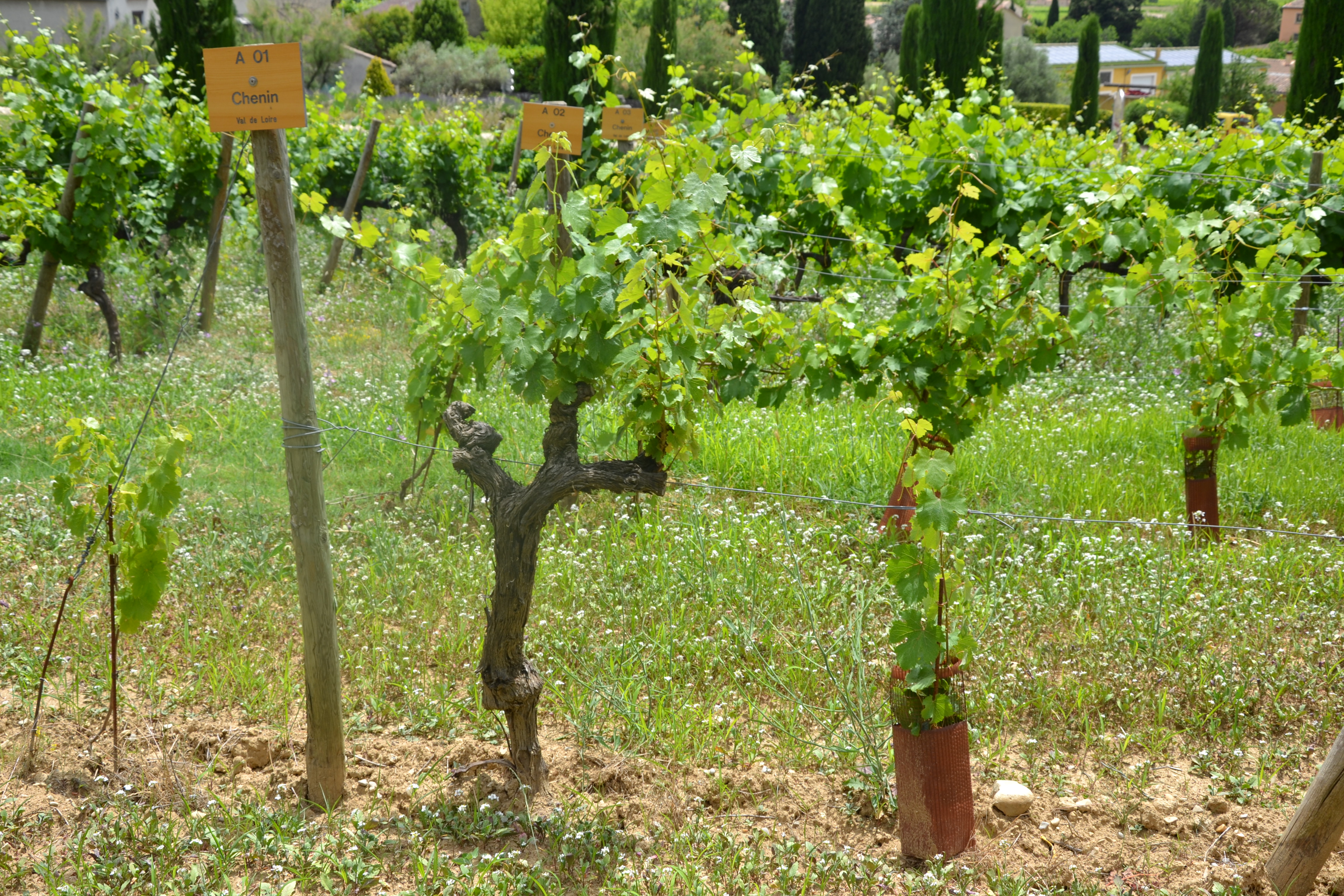
Ceps de chenin.
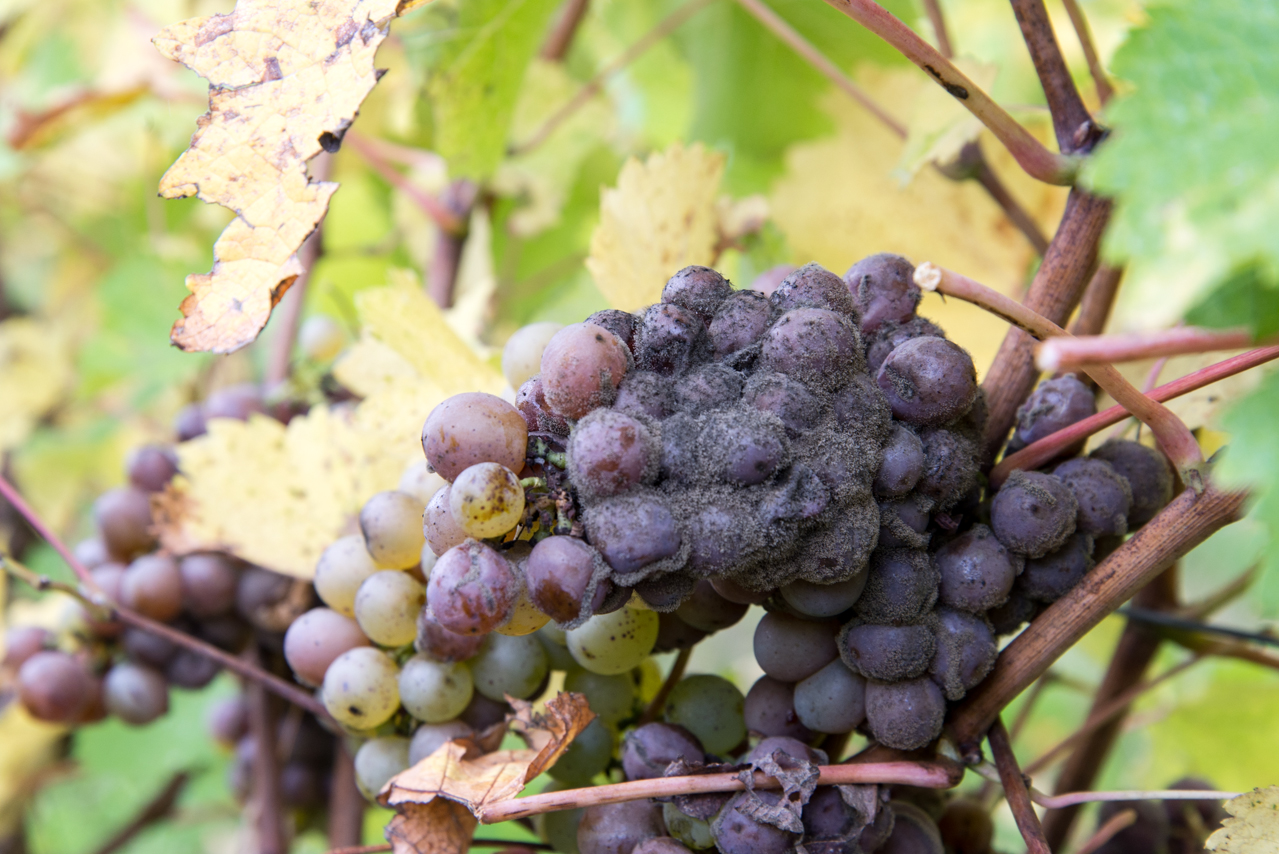
Chenin atteint par le botrytis.
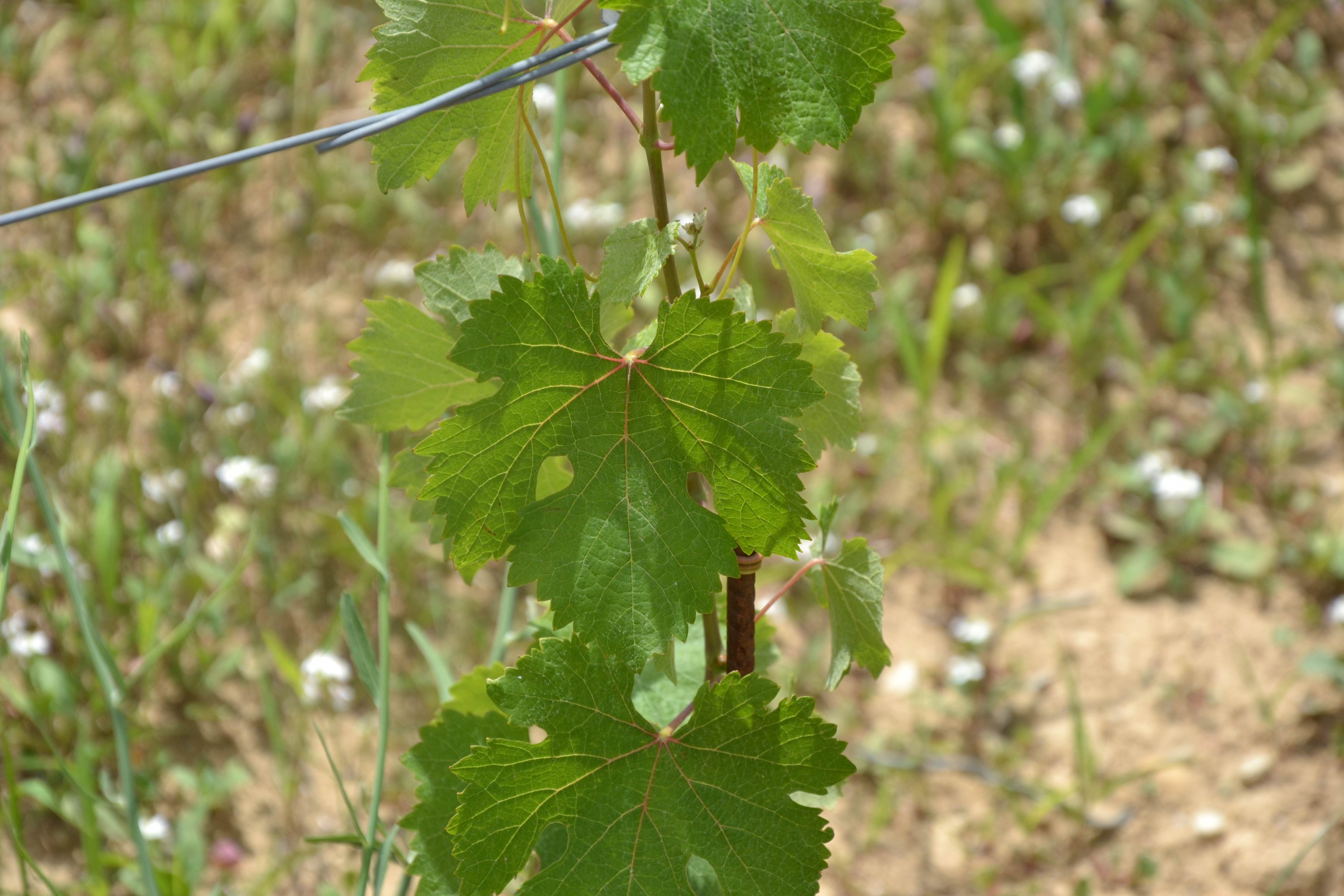
Feuille de chenin.

### Méthodes culturales

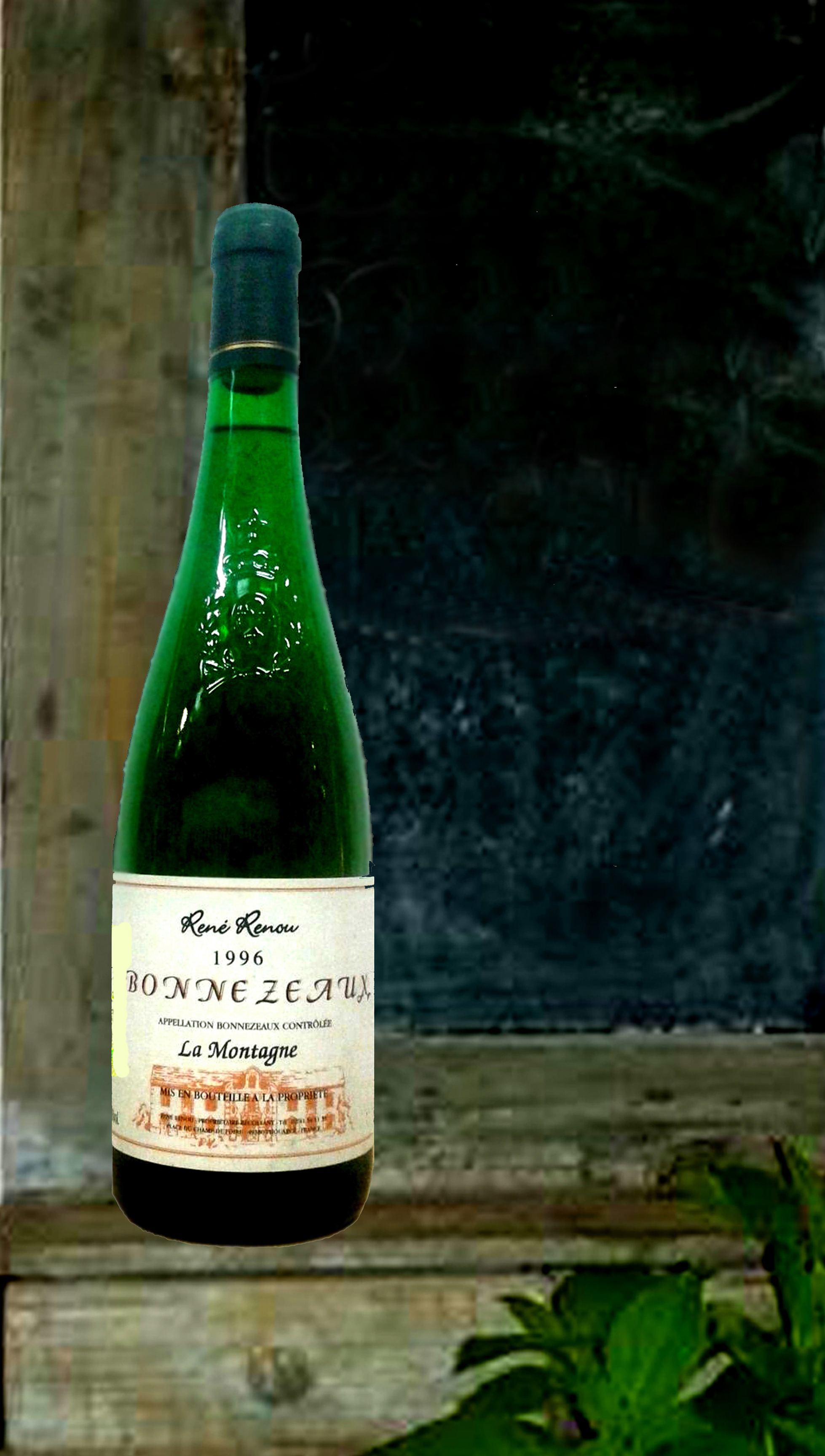
AOC Bonnezeaux La Montagne.

Pendant les vendanges, les grains sont ramassés manuellement à surmaturité par tries successives.

### Terroir et vins
Le bonnezeaux est un grand vin moelleux, parfois liquoreux, riche en fruit, volontiers opulent, séveux et parfumé (miel d'acacia, écorce d'orange, tilleul...). Sa robe est dorée et son bouquet développe des arômes de fleurs et de fruits mûrs. Avec l'âge, il gagne de l'ampleur, de l'étoffe, et se pare d'un magnifique bouquet confit.

### Gastronomie, température de service et durée de garde
Le délai de garde est de 10 à 30 ans, et plus. La température de service est située entre 6-9 °C.